# Daniel Brottier
Pour les articles homonymes, voir Brottier.
Daniel Brottier, né le 7 septembre 1876 à La Ferté-Saint-Cyr en Loir-et-Cher et mort le 28 février 1936 à Paris, est un missionnaire spiritain français, ensuite nommé directeur de la fondation des orphelins apprentis d'Auteuil (par le cardinal Dubois), puis béatifié par Jean-Paul II le 25 novembre 1984.
Daniel Brottier est fêté le 28 février.

## Vocation
Ayant reçu une éducation chrétienne, Daniel Brottier s'oriente très tôt vers la prêtrise et, après sa première communion en octobre 1887, il entre au petit séminaire de Blois. En 1889, la révélation d'une maladie dont il aura à souffrir le reste de sa vie, notamment par d'importants maux de tête, ne l'empêche pas de prendre la soutane le 8 décembre 1892. Lorsqu'il est ordonné prêtre à Blois, le 22 octobre 1899, l'évêché lui confie la charge de professeur au collège de Pontlevoy, mais, porté par sa vocation de missionnaire, il entre dans la congrégation du Saint-Esprit, dont les membres sont appelés spiritains. Il commence son noviciat à Grignon-Orly le 26 septembre 1902 et s'engage de manière temporelle le 30 septembre 1903. Il deviendra par la suite assistant général de sa congrégation.

## Afrique
Malgré les protestations de son père — inquiet pour sa santé — auprès de sa hiérarchie ecclésiastique, Daniel Brottier se voit nommé vicaire à la paroisse de Saint-Louis du Sénégal, où il arrive le 27 novembre 1903. Il y prononce son premier sermon à l'occasion de l'Immaculée Conception, le 8 décembre. À la suite des premières lois relatives à la laïcité, dites lois Combes, les religieux de Saint-Louis doivent céder leur place dans les écoles et les hôpitaux, le 18 juillet 1904. Afin de poursuivre sa mission, Daniel Brottier fonde entre autres un patronage, un jardin d'enfants, un comité de l'enfance, un bulletin paroissial (L'Écho de Saint-Louis), et une chorale, qui existe toujours. Il est nommé directeur du Cercle Jeanne-d'Arc.
Des problèmes de santé l'obligent à rentrer en France, à bord du Chili,. En janvier 1907, il revient cependant à Saint-Louis, où il fonde la fanfare Faidherbe. Ayant besoin de fonds, il se tourne vers la botanique : il laisse son nom à une mangue ; ses œuvres vendent des roses. Par ailleurs, il édite des cartes postales et imprime des livres choisis par ses soins. Il tombe de nouveau malade et s'embarque pour la France, le 19 juin 1911, à bord de l'Italie.

## Première Guerre mondiale

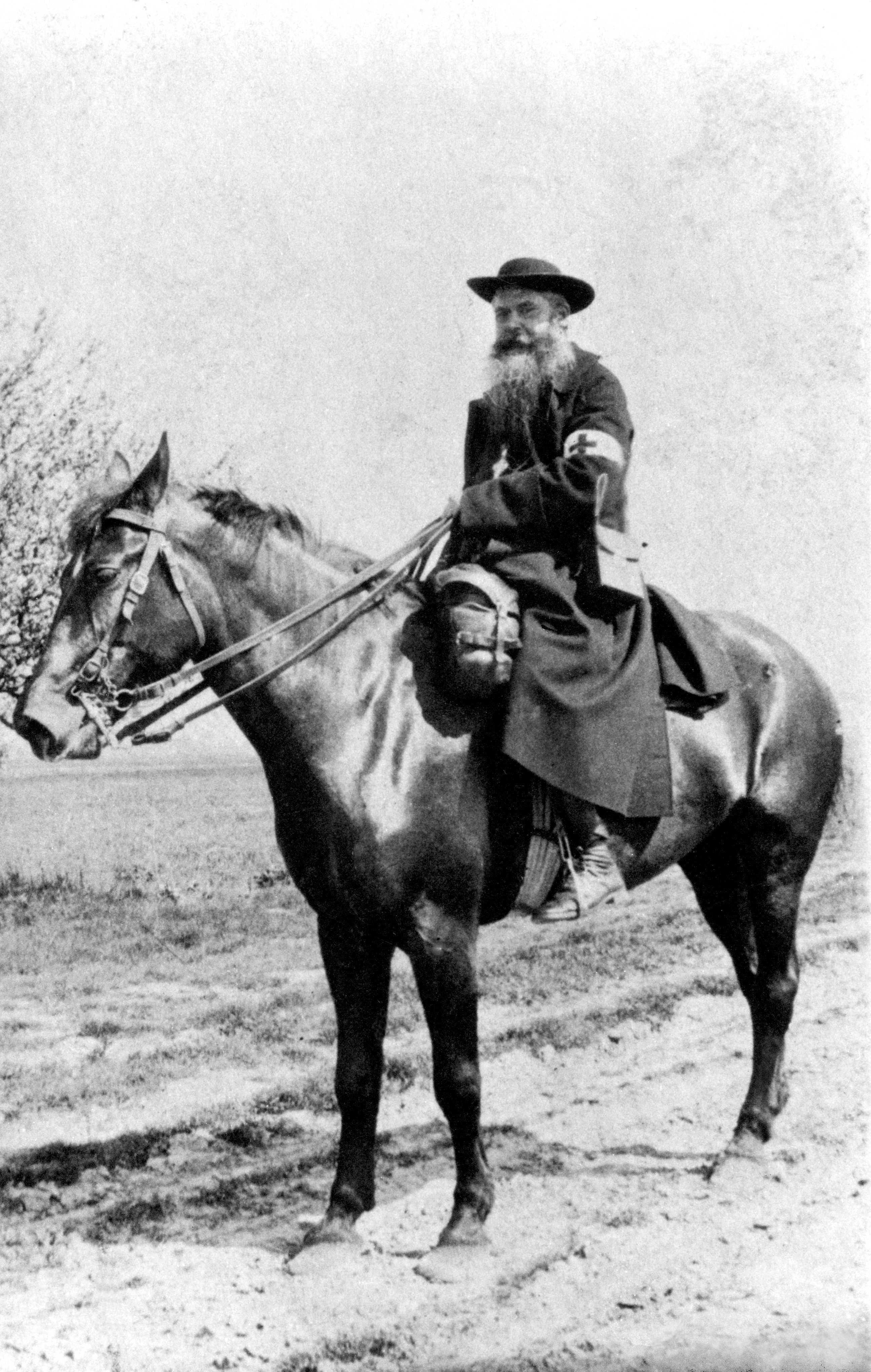
L'aumônier Daniel Brottier en 1914-1918.

Après quelques semaines de repos en Suisse, il fait un essai comme moine trappiste à l’Abbaye de Lérins, mais il est forcé d’écourter son séjour pour raison de santé ; Daniel Brottier est nommé vicaire général, résidant en France, auprès de Hyacinthe-Joseph Jalabert, évêque de Dakar. Il a pour mission de lever les fonds nécessaires à la construction d'une cathédrale à Dakar, cathédrale dite du Souvenir-Africain, en mémoire des aventuriers et des militaires qui ont œuvré en Afrique,,. 
Lorsque la guerre éclate, et bien qu'il soit exempté, Daniel Brottier se porte volontaire comme aumônier militaire. Il est rattaché au 26e division d'infanterie le 26 août 1914 et œuvrera en Lorraine, dans la Somme, à Verdun et dans les Flandres. 
Il passe l'intégralité de la guerre en première ligne sans pourtant jamais être blessé, un « miracle » qu'il attribue à sainte Thérèse de Lisieux car l'évêque de Dakar lui a déclaré, après la guerre, l'avoir « secrètement confié à la protection de Thérèse de Lisieux » et avoir régulièrement prié la carmélite de « protéger son curé »,,. Cité trois fois à l'ordre de l'Armée (avec palmes), dont la dernière le 29 juin 1918, il aura l'occasion de proposer à Clemenceau de fonder l'Union nationale des combattants (« Unis comme au front ») après la guerre. Il est promu officier de la Légion d'honneur et a reçu la Croix de guerre (six citations dont trois palmes).

## Orphelins apprentis d'Auteuil

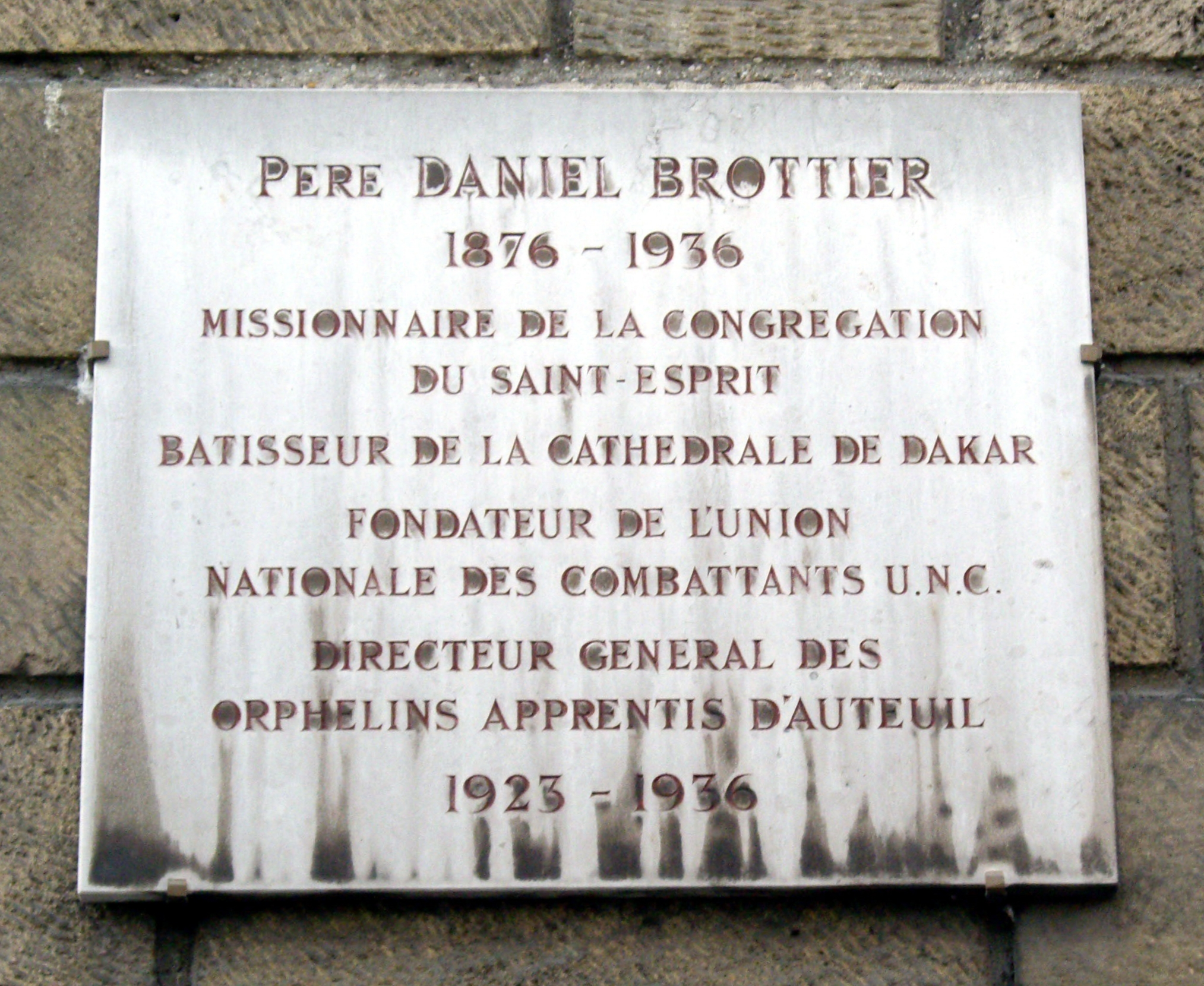
Plaque apposée sur la maison de la Fondation d'Auteuil, no 42 rue Jean-de-La Fontaine, Paris 16e, en mémoire de Daniel Brottier.

En 1923, lorsque la congrégation du Saint-Esprit est sollicitée pour prendre la direction de la fondation des orphelins apprentis d'Auteuil, c'est vers lui que l'on se tourne pour administrer cette institution comptant alors soixante-dix enfants et criblée de dettes. Il commence par lancer une souscription afin de fonder un sanctuaire dédié à sainte Thérèse de Lisieux,,. Grâce aux nombreuses publications qu’il fait paraître, à son activité épistolaire efficace auprès de bienfaiteurs, et aux concerts qu’il organise, le sanctuaire peut être consacré le 5 octobre 1930, par le cardinal Verdier. L’œuvre s’étend ensuite au Vésinet (1930), à La Motte-Grenet (1931), à Saint-Michel-en-Priziac et à Saintry-sur-Seine (1932), à Malepeyre et Restigné (1933), à Perpezac et Verneuil-sur-Indre (1934), à Nice et Caminel (1935), patronnant en tout plus de 4 200 enfants.

## Fin et postérité

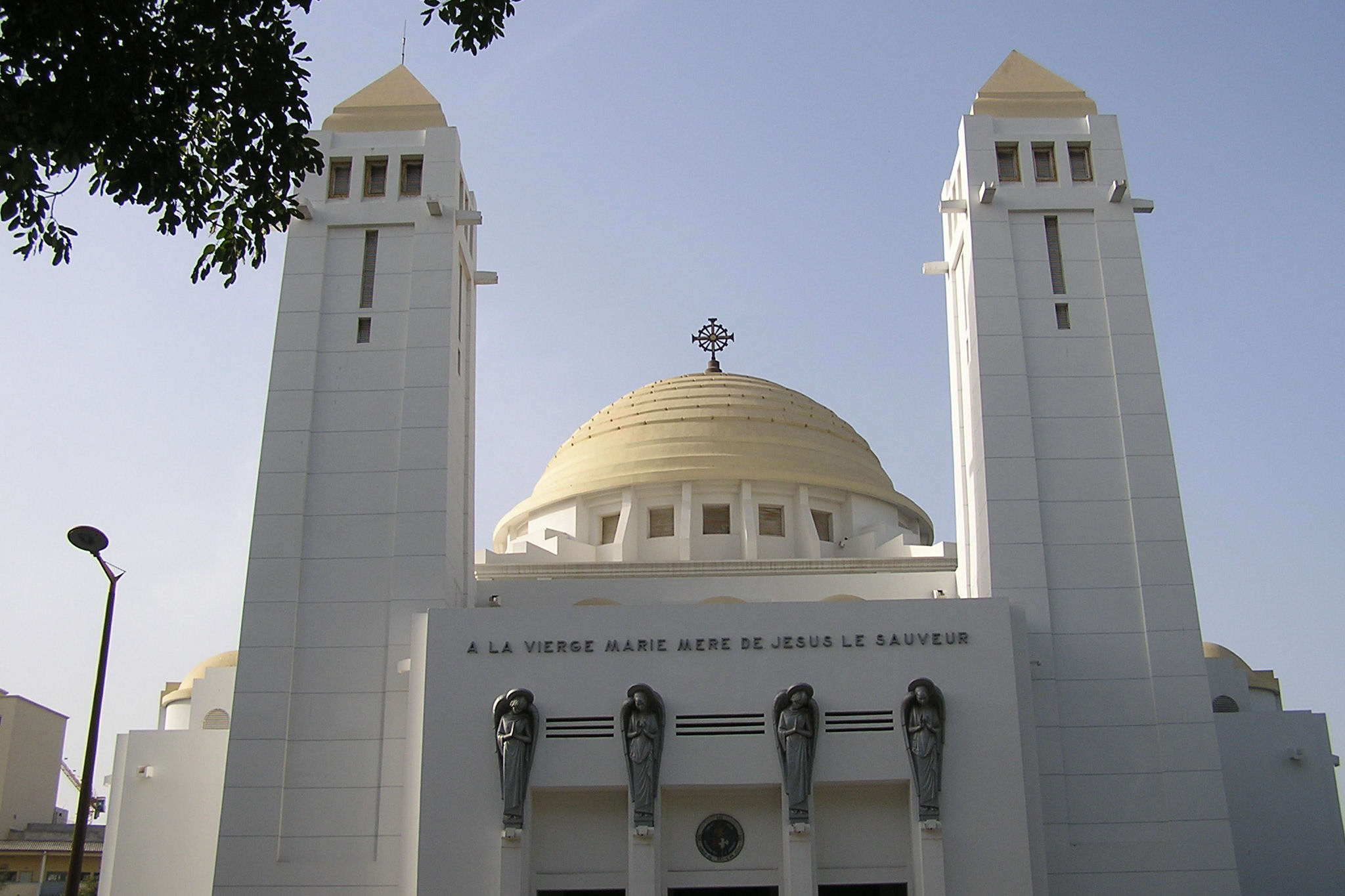
La cathédrale du Souvenir-Africain à Dakar.

Pour autant, le père Daniel Brottier n’a pas abandonné le projet de la cathédrale du Souvenir-Africain de Dakar, mais il se sent trop fragile pour se rendre à son inauguration par Mgr Verdier, le 2 février 1936. Le lendemain, atteint par la maladie, il doit garder le lit. Il s’éteint le 28 février, à l’hôpital Saint-Joseph. Il est enterré au sanctuaire Sainte-Thérèse-de-l'Enfant-Jésus à Auteuil (16e arrondissement de Paris),.
Le 25 novembre 1984, il est béatifié par Jean-Paul II dans la basilique Saint-Pierre de Rome,. 
Il est le second spiritain déclaré bienheureux, après le père Jacques-Désiré Laval, en 1979.
Il est commémoré le 28 février selon le Martyrologe romain.